# Episodi di Pete Kelly's Blues
La prima e unica stagione della serie televisiva Pete Kelly's Blues è andata in onda negli Stati Uniti dal 5 aprile al 5 luglio 1959 sulla NBC.
| nº | Titolo originale         | Prima TV USA   |
| -- | ------------------------ | -------------- |
| 1  | The Steve Porter Story   | 5 aprile 1959  |
| 2  | The June Gould Story     | 12 aprile 1959 |
| 3  | The Envelope Story       | 19 aprile 1959 |
| 4  | The Poor Butterfly Story | 26 aprile 1959 |
| 5  | The Tex Bigelow Story    | 10 maggio 1959 |
| 6  | The Baby Ray Story       | 17 maggio 1959 |
| 7  | The Mike Reegan Story    | 24 maggio 1959 |
| 8  | The Rompy Thompson Story | 31 maggio 1959 |
| 9  | The Gus Trudo Story      | 7 giugno 1959  |
| 10 | The Emory Cusack Story   | 14 giugno 1959 |
| 11 | The Fitzhugh Story       | 21 giugno 1959 |
| 12 | The Joe Artevekian Story | 28 giugno 1959 |
| 13 | The 16-Bar Tacet         | 5 luglio 1959  |

## The Steve Porter Story
- Prima televisiva: 5 aprile 1959

### Trama
Kelly viene coinvolto in un omicidio dopo che un cantante gli chiede di aiutare un musicista.

## The June Gould Story
- Prima televisiva: 12 aprile 1959

### Trama
Kelly ricerca una cantante di night club scomparsa, la figlia di una gentile anziana.

## The Envelope Story
- Prima televisiva: 19 aprile 1959

### Trama
Una misteriosa busta contenente una doppia croce e un indizio sull'assassino di un chierichetto, innesca una catena di eventi.

## The Poor Butterfly Story
- Prima televisiva: 26 aprile 1959

### Trama
Una ex cantante del gruppo musicale di Kelly continua a perseguitarlo per consegnarli un disco master di una registrazione che hanno fatto mesi prima, ma lui non lo vuole avere. Viene quindi rapito dal suo fidanzato gangster quando lei gli comunica che Pete l'ha ricevuto. Subito dopo, il suo amico tecnico dello studio di registrazione viene trovato ucciso.

## The Tex Bigelow Story
- Prima televisiva: 10 maggio 1959

### Trama
Kelly assiste a un omicidio e si trova faccia a faccia con un fantasma come conseguenza di una richiesta fattagli da un uomo morente.

## The Baby Ray Story
- Prima televisiva: 17 maggio 1959

### Trama
Kelly riceve una cesta di pane, rendendosi subito conto che contiene anche un neonato.

## The Mike Reegan Story
- Prima televisiva: 24 maggio 1959

### Trama
La moglie di un malvivente viene trovata uccisa e tutti i sospetti si accentrano su Kelly, che viene accusato dalla polizia e dal malvivente stesso.

## The Rompy Thompson Story
- Prima televisiva: 31 maggio 1959

### Trama
Uno squattrinato suonatore di trombone viene preso di mira in una sparatoria fra bande di gangster.

## The Gus Trudo Story
- Prima televisiva: 7 giugno 1959

### Trama
Kelly viene informato da un detective che un suo vecchio amico è perseguitato da alcuni teppisti.

## The Emory Cusack Story
- Prima televisiva: 14 giugno 1959

### Trama
George Lupo viene minacciato di arresto da parte di falsi agenti federali durante un raid; in realtà essi vogliono insabbiare un omicidio appena commesso.

## The Fitzhugh Story
- Prima televisiva: 21 giugno 1959

### Trama
Due criminali costringono George Lupo a installare un jukebox nel suo speakeasy.

## The Joe Artevekian Story
- Prima televisiva: 28 giugno 1959

### Trama
Dopo che Kelly ha acquistato una "macchina sanitaria" da un teppista, George Lupo viene fatto quasi saltare in aria in un complotto per intimidirlo e convincerlo a vendere il suo speakeasy.

## The 16-Bar Tacet
- Prima televisiva: 5 luglio 1959

### Trama
I nuovi proprietari dello speakeasy di George Lupo offrono un lavoro a Pete Kelly e ai suoi orchestrali del gruppo Big Seven, ma lui decide di ritirarsi.